# Joey Montana

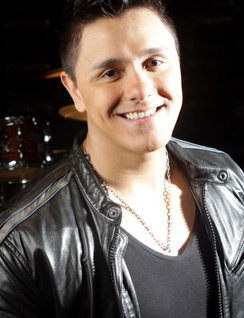
Montana (2010)

Joey Montana (* 3. Mai 1982 in Boquete, Provinz Chiriquí als Edgardo Antonio Miranda Beiro) ist ein panamaischer Musiker. Er begann seine Karriere im Alter von 24 Jahren und erreichte in Zentralamerika, Südamerika, Mexiko, den USA und auch Teilen Europas Bekanntheit. Montana beteiligte sich an verschiedenen Produktionen in Panama und im Ausland, u. a. in Zusammenarbeit mit El Chombo, DJ Pablito und Predikador.

## Karriere
Im Jahr 2000 stellte DJ Pablito die Gruppe La Factoría zusammen, die neben Montana (als MC Joe) aus den zwei panamaischen Musikern Demphra (Marlene Romero) und Joycee (Johanna Gisel Mendoza Romero) bestand. Die Gruppe tourte durch Mittel- und Südamerika sowie die USA und konnte große Erfolge feiern. Dies ermöglichte den Musikern auch einen Auftritt im Vereinigten Königreich.
Nach drei Alben mit La Factoría verließ Montana die Gruppe. Als ausgebildeter Physiotherapeut hatte er zunächst in einem Krankenhaus gearbeitet, doch die Erfahrungen mit der Gruppe bewogen ihn dazu, sich ganz auf die Musik zu konzentrieren. Ab 2004 begann er, an einer Solokarriere zu arbeiten. Sein Debütalbum Sin cadenas erschien 2007, auf dem im Lied Que dios te castigue auch Ángel López zu hören ist. 2009 veröffentlichte Montana sein zweites Album Nueva era, wovon besonders das Lied Yo sin ti bekannt wurde. Das Album mischt Reggaeton, R&B, Pop und Electronica. Nach weiteren Alben und Singles gelang ihm 2015 mit dem Lied Picky der internationale Durchbruch. 2016 war er außerdem als Coach in der zweiten Staffel von La Voz Ecuador, einer Version der Castingshow The Voice, tätig.

## Diskografie

### Alben
| Jahr | Titel          | Höchstplatzierung, Gesamtwochen, AuszeichnungChartplatzierungen (Jahr, Titel, Platzierungen, Wochen, Auszeichnungen, Anmerkungen) | Höchstplatzierung, Gesamtwochen, AuszeichnungChartplatzierungen (Jahr, Titel, Platzierungen, Wochen, Auszeichnungen, Anmerkungen) | Anmerkungen                              |
| Jahr | Titel          | ES | Latin | Anmerkungen                              |
| ---- | -------------- | --- | --- | ---------------------------------------- |
| 2010 | Flow con clase | — | Latin54 (1 Wo.)Latin | Erstveröffentlichung: 24. September 2010 |

Weitere Alben
- 2007: Sin cadenas
- 2009: Nueva era
- 2012: Único
- 2016: Picky Back to the Roots (Verkäufe: + 90.000)
- 2019: La Movida

### Singles
| Jahr | Titel Album                       | Höchstplatzierung, Gesamtwochen, AuszeichnungChartplatzierungen (Jahr, Titel, Album, Platzierungen, Wochen, Auszeichnungen, Anmerkungen) | Höchstplatzierung, Gesamtwochen, AuszeichnungChartplatzierungen (Jahr, Titel, Album, Platzierungen, Wochen, Auszeichnungen, Anmerkungen) | Anmerkungen                                                                               |
| Jahr | Titel Album                       | ES | Latin | Anmerkungen                                                                               |
| ---- | --------------------------------- | --- | --- | ----------------------------------------------------------------------------------------- |
| 2010 | Tus ojos no me ven Flow con clase | — | Latin25 (12 Wo.)Latin |                                                                                           |
| 2011 | La melodía Flow con clase         | — | Latin19 (20 Wo.)Latin |                                                                                           |
| 2015 | Picky Picky Back to the Roots     | ES2 ×4Vierfachplatin · (57 Wo.)ES | Latin15 Platin · (27 Wo.)Latin | Erstveröffentlichung: 23. Juni 2015 Verkäufe: + 550.000; inkl. Remix feat. Akon & Mohombi |
| 2016 | Hola Picky Back to the Roots      | ES72 (9 Wo.)ES | — | Erstveröffentlichung: 5. August 2016                                                      |
| 2017 | Suena el dembow La Movida         | ES6 ×2Doppelplatin · (38 Wo.)ES | Latin— GoldLatin | Erstveröffentlichung: 1. September 2017 Verkäufe: + 260.000; mit Sebastián Yatra          |

## Auszeichnungen für Musikverkäufe
| Goldene Schallplatte - Brasilien - 2024: für die Single Picky - Chile - 2016: für die Single Picky - 2017: für die Single Suena el dembow Platin-Schallplatte - Peru - 2017: für die Single Suena el dembow 3× Goldene Schallplatte - Mexiko - 2017: für das Album Picky Back to the Roots | 5× Goldene Schallplatte - Mexiko - 2018: für die Single Suena el dembow Diamantene Schallplatte - Mexiko - 2017: für die Single Picky |

Anmerkung: Auszeichnungen in Ländern aus den Charttabellen bzw. Chartboxen sind in ebendiesen zu finden.
| Land/RegionAuszeichnungen für Musikverkäufe (Land/Region, Auszeichnungen, Verkäufe, Quellen) | Gold     | Platin       | Diamant  | Verkäufe | Quellen                 |
| -------------------------------------------------------------------------------------------- | -------- | ------------ | -------- | -------- | ----------------------- |
| Brasilien (PMB)                                                                              | Gold1    | —            | —        | 30.000   | pro-musicabr.org.br     |
| Chile (IFPI)                                                                                 | 2× Gold2 | —            | —        | 80.000   | Einzelnachweise         |
| Mexiko (AMPROFON)                                                                            | 2× Gold2 | 3× Platin3   | Diamant1 | 540.000  | amprofon.com.mx         |
| Peru (UNIMPRO)                                                                               | —        | Platin1      | —        | 6.000    | Einzelnachweise         |
| Spanien (Promusicae)                                                                         | —        | 6× Platin6   | —        | 240.000  | elportaldemusica.es ES2 |
| Vereinigte Staaten (RIAA)                                                                    | Gold1    | Platin1      | —        | 90.000   | riaa.com                |
| Insgesamt                                                                                    | 6× Gold6 | 11× Platin11 | Diamant1 |          |                         |